# Sowno (powiat Stargardzki)
Sowno (Duits: Hinzendorf) is een plaats in het Poolse district  Stargardzki, woiwodschap West-Pommeren. De plaats maakt deel uit van de gemeente Stargard Szczeciński en telt 463 inwoners.

## Verkeer en vervoer
- Station Sowno